# Radio Network Controller
Un RNC (del inglés Radio Network Controller, Controlador de la Red Radio) es un elemento de red de alta jerarquía de la red de acceso de la tecnología UMTS, responsable del control de los nodos b que se conectan a ella. La RNC se encarga de la gestión de recursos radio (RRM) y parte de la gestión de movilidad (MM). Además es el punto en el que se realiza la encriptación de los datos, antes de que sean enviados desde o hacia el terminal móvil. La RNC se conecta a la red de núcleo de conmutación de circuitos (CS-CN, Circuit Switched Core Network) a través del Media Gateway (MGW) y del SGSN (Serving GPRS Support Node) en la red de núcleo de conmutación de paquetes (PS-CN, Packet Switched Core Network).

## Interfaces

Interfaces de conexión de la RNC con los distintos elementos de la red.

Las conexiones lógicas entre distintos elementos de red se conocen como interfaces, las cuales reciben distintos nombres según qué elementos de red conecten entre sí. 
- Iu-CS: interfaz entre la RNC y la red de núcleo de conmutación de circuitos (CS-CN).
- Iu-PS: interfaz entre la RNC y la red de núcleo de conmutación de paquetes (PS-CN).
- Iub: interfaz entre la RNC y un nodo b.
- Iur: interfaz entre dos RNCs de la misma red.

Las interfaces Iu llevan tanto tráfico de usuarios (sea datos o voz) como información de control. El Iur se utiliza principalmente en la gestión de los denominados soft handovers. En caso de no estar presente, se convertirán en hard handovers.
Hasta 3gpp R4, todas las interfaces de la red se implementan utilizando el Modo de Transferencia Asíncrona (ATM) excepto la interfaz Uu que utiliza tecnología WCDMA. A partir de R5, en su lugar se pueden utilizar portadoras IP sobre circuitos Ethernet. Físicamente, estas interfaces pueden ser llevados sobre Jerarquía Digital Síncrona (SDH, Synchronous Digital Hierarchy) sobre fibra óptica, E1 (a veces denominado Jerarquía Digital Plesiócrona (PDH, Plesiochronous Digital Hierarchy). Se pueden agrupar varios E1s para formar un grupo de multiplexación inversa para ATM (IMA, Inverse Multiplexing for ATM). Dado que las interfaces son lógicas, se pueden multiplexar varias interfaces en una misma línea de transmisión. La implementación final dependerá de la topología de la red, habiendo configuraciones en cadena, estrella distante, malla o bucle.

## Protocolos
Los protocolos Iub, Iu y Iur llevan tanto datos de usuario como señalización:
- NBAP (Node B Application Part): Es el protocolo de señalización responsable del control de los nodos b por la RNC. Es transmitido por el canal Iub. Se divide en el Puerto de Control del Nodo b (NCP), que maneja procedimientos C-NBAP y el Puerto de Control de Comunicación (CCP), que maneja prodecimientos D-NBAP.
  - C-NBAP (Common NBAP) controla en funcionamiento de nodo b como un todo.
  - D-NBAP (Dedicated NBAP): controla por separado el funcionamiento de las distintas celdas o sectores del nodo.Control Port (CCP)

- ALCAP (Access Link Control Application Protocol): Es el protocolo de control para la capa de transporte. Su función básica es la multiplexación de diferentes usuarios en una sola transmisión AAL2 utilizando una serie de IDs (CIDs). ALCAP se implementa en las interfaces Iub y Iu-CS.

- RANAP (Radio Access Network Application Part) es el protocolo de señalización responsable de la comunicación entre la RNC y la red de núcleo. Se implementa en las interfaces Iu.

- RNSAP (Radio Network Subsystem Application Part) es el protocolo de señalización responsable de la comunicación entre RNCs. Se implementa en las interfaces Iur.

- Datos: Q1858908